# Éric Sold
 (janvier 2014).
Éric Sold (Saverne, 12 septembre 1942 - Strasbourg, 16 août 2000) était un journaliste sportif.

## Biographie
Éric, Louis, Sold naît le 12 septembre 1942 à Saverne, alors annexée de fait à l'Allemagne, sous le prénom Erich, de parents dialectophones
En 1947, à l'âge de quatre ans, il est envoyé à Arès (Gironde) pour être soigné à la suite d'une méningite, et vit à un très jeune âge le drame de sa région. Dans un environnement exclusivement francophone et dans l'immédiate après guerre, il se lie d’amitié avec un prisonnier de guerre allemand avec qui il conversait en alsacien.
« Lui et moi étions considérés comme des « boches ». Ce fut une période difficile ; quand je suis revenu j'avais perdu ma langue maternelle, le dialecte, mais maîtrisais mieux le français ; j'ai eu aussi du mal à reconnaître mes parents ! ». Cette expérience le marque et lui fait prendre pleinement conscience de la signification de son identité alsacienne, qui l'accompagnera toute sa vie.
Fils de cheminot, Éric Sold choisit de se diriger vers le professorat. Il passe à l'École Normale (pour instituteurs) à Strasbourg puis obtient une licence et une maîtrise de physiologie, suivi d'un CAPES de biologie. Il est professeur de sciences de la vie et de la terre de 1969 à 1989 au collège Vauban à Strasbourg. Il indiquera plus tard que plus qu'un simple métier, l'enseignement est une véritable passion. C'est dans ce cadre qu'en 1988 il intègre France 3 Alsace pour produire l'émission « Écoles » soutenue par le Rectorat[réf. nécessaire].
Devenu journaliste et producteur artistique à FR3 Alsace, Éric Sold profite de ce média pour promouvoir sa région, l’Alsace, « une région qui a une identité culturelle forte, une histoire pas ordinaire, une richesse tous azimuts, qui explique parfois son côté passionné, ses contradictions, ses états d'âme... et qui ne doit en aucun cas regarder sans cesse en arrière, mais se tourner résolument vers un avenir alsacien avec ses caractéristiques naturelles et historiques... » comme en témoignent « S'chlaat 13 » émission culturelle en dialecte ou « Drei Ecke e elfer » qui parlait de football en alsacien.

Féru de sport, qu'il pratiquait à haute dose depuis son plus jeune âge (notamment le football, le handball, et le tennis), Éric Sold est un supporter inconditionnel du Racing Club de Strasbourg, dont il vit ses premiers matchs avec son père en 1951. 

« J'ai été de suite fasciné et passionné. Du coup, j'ai connu train (de Hausbergen à Strasbourg) et tramway tous les dimanches après-midi (les matches étaient alors fixés à 15 h) pour rejoindre le stade de la Meinau. D'abord à côté de l'ancienne tribune debout. J'avoue ensuite quelques passages en fraude dans cette fameuse Stehtribühn ! Je peux dire que depuis 1954 (soit 46 années durant, depuis l'équipe de Stogaspal et Carlier), je n'ai pas manqué un match à la Meinau. »

« La saison 1978-79, quant à elle, restera inoubliable au niveau des émotions. Je vivais au rythme des victoires et des rares défaites des bleus. Et je pourrais toujours dire que j'ai connu au cours de ma vie « Le Racing, Champion de France » et « La France, championne du Monde ». »

Son engouement et sa culture sportive l'amènent progressivement à commenter les matchs des bleus et blancs, d'abord sur les radios locales puis sur FR3 ou il devient rapidement incontournable.
C'est en chroniqueur sportif régional qu'il réunit ses passions et se révèle au grand public. Il développe en effet un style personnel riche et vivant, marquant par son authenticité, et faisant vivre les événements avec passion et respect[pas clair]. Il anime régulièrement l'émission Sportshow sur FR3 Alsace devenu France 3 Alsace.
Celui qui était surnommé « la voix du Racing » décède subitement à son domicile le 16 août 2000.